# Brezje (gmina Dubrava)
Brezje – wieś w Chorwacji, w żupanii zagrzebskiej, w gminie Dubrava. W 2011 roku liczyła 122 mieszkańców.